# Sipke de Boer
Sipke de Boer (Workum, 31 december 1978) is een Nederlandse zanger en gitarist, bekend van De Suskes.
Sipke de Boer speelde eerst in bands als Het Paarse Kabinet en Skarl. Sindsdien hij in 2002 een platencontract tekende BerkMusic heeft hij de single Je Hebt Me Belazerd en De Mooiste Vrouw uitgebracht die beiden de Mega Top 100 haalden. De eerste kwam op 3 november 2001 de Mega Top 100 binnen en stond er zes weken in. De hoogste positie was 53. De opvolger De Mooiste Vrouw kwam op 4 januari 2003 in de Mega Top 100 op de 90e plaats en stond er een week in. 
Sipke bracht 2 Friestalige albums uit Allinnich en It gelok. In 2020 schreef hij een Friestalige rapsodie genaamd Episoade Muzykara. Deze kwam binnen op nummer 33 in de Fryske top 100 en was tevens het startsein van een nieuw album. 
Sinds 2019 is Sipke zanger, gitarist en bassist van de Boerenpartyrockband De Suskes. Deze band is vooral bekend op het platteland met hun hits Melken doe je zo en Boeren aan de macht. In 2013 en 2016 kregen De Suskes een party award voor beste feestband van Nederland. 